# Davide Malacarne
Davide Malacarne (Feltre, 11 juli 1987) is een Italiaans voormalig mountainbiker en wegwielrenner.

## Carrière
Als junior behoorde Malacarne tot de wereldtop van het veldrijden. In het seizoen 2004-2005 won hij twee van de vier wereldbekermanches. Omdat hij in de overige twee wedstrijden derde werd, schreef hij ook het eindklassement op zijn naam. Daarnaast werd hij in januari 2005 wereldkampioen.
Aan het eind van 2016 werd zijn contract bij Astana Pro Team niet verlengd, waardoor Malacarne op zoek moest naar een nieuwe ploeg. Omdat dit niet lukte, koos hij ervoor zijn carrière op de mountainbike te vervolgen en tekende hij een contract bij DMT Racing Team by Marconi Project's.

## Veldrijden

### Palmares
| Seizoen   | Wereldbeker                         | WK       | EK       | IK       | Overige  | Totaal aantal zeges |          |
| Junioren  | Junioren                            | Junioren | Junioren | Junioren | Junioren | Junioren            | Junioren |
| --------- | ----------------------------------- | -------- | -------- | -------- | -------- | ------------------- | -------- |
| 2003-2004 |                                     | 36e      |          | 8e       |          | 0                   |          |
| 2004-2005 | Pijnacker, Hofstade, Eindklassement | ↑        | 5e       | Goud     |          | 4                   |          |
| Beloften  |                                     |          |          |          |          |                     |          |
| 2005-2006 |                                     |          | 5e       | 4e       |          | 0                   |          |
| 2006-2007 |                                     |          |          | Brons    |          | 0                   |          |

## Wegwielrennen

### Belangrijkste overwinningen
2008
Giro del Belvedere
2010
5e etappe Ronde van Catalonië
2010
Bergklassement Tirreno-Adriatico
2015
2e etappe Ronde van Burgos (ploegentijdrit)
2016
1e etappe Ronde van Trentino (ploegentijdrit)
2e etappe Ronde van Burgos (ploegentijdrit)

## Resultaten in voornaamste wedstrijden
| Jaar | Ronde van Italië | Ronde van Frankrijk | Ronde van Spanje |
| ---- | ---------------- | ------------------- | ---------------- |
| 2009 | opgave           |                     |                  |
| 2010 |                  |                     | 124e             |
| 2011 | 146e             |                     | 56e              |
| 2012 |                  | 59e                 |                  |
| 2013 |                  | 49e                 |                  |
| 2014 | 39e              |                     |                  |
| 2015 | 85e              |                     |                  |
| 2016 | 47e              |                     | opgave           |

| Jaar | Milaan-San Remo | Gent-Wevelgem | Ronde van Vlaanderen | Amstel Gold Race | Luik-Bast.‑Luik | Ronde van Lombardije | Brabantse Pijl |  | Wereldranglijsten |
| ---- | --------------- | ------------- | -------------------- | ---------------- | --------------- | -------------------- | -------------- |  | ----------------- |
| 2009 |                 |               |                      |                  |                 | opgave               |                |  |                   |
| 2010 |                 |               |                      |                  |                 |                      |                |  | 196e (UWK)        |
| 2011 | 116e            | 43e           | opgave               |                  |                 | opgave               | opgave         |  |                   |
| 2012 |                 |               |                      |                  | opgave          |                      |                |  |                   |
| 2013 | 26e             |               |                      | opgave           | opgave          | opgave               | 7e             |  |                   |
| 2014 |                 |               |                      | 45e              |                 | opgave               | 19e            |  | 149e (UWT)        |
| 2015 |                 |               |                      |                  |                 |                      |                |  |                   |
| 2016 |                 |               |                      |                  |                 |                      |                |  |                   |

## Ploegen
- 2008 –  Quick Step (stagiair vanaf 1-8)
- 2009 –  Quick Step
- 2010 –  Quick Step
- 2011 –  Quick Step Cycling Team
- 2012 –  Team Europcar
- 2013 –  Team Europcar
- 2014 –  Team Europcar
- 2015 –  Astana Pro Team
- 2016 –  Astana Pro Team
- 2017 –  DMT Racing Team by Marconi Project's

Wielerploegen van Davide Malacarne
Barredo · Bettini   · Boonen · Carrara · Cretskens · Davis · Devolder · Jefimkin · Engels · Facci · Gárate · Grabovski · Hulsmans · de Jongh · Kvist · Proni · Rosseler · Scarselli · Schwab · Seeldraeyers · Steegmans · Tonti · Tosatto · Van De Walle · Van Impe · Viganò · Visconti · Weylandt · Wynants · Joseph (stagiair) · Malacarne (stagiair)
Barredo · Boonen · Cataldo · Chavanel · Cornu · Davis · de Jongh · De Weert · Devenyns · Devolder · Engels · Facci · Hovelijnck · Hulsmans · Koenitski · Kvist · Malacarne · Pineau · Reda · Rosseler · Samojlaw · Schwab · Seeldraeyers · Tosatto · Van De Walle · Van Impe · Velo · Weylandt · Wynants · Robert (stagiair)
Barredo · Boonen · Cataldo · Chavanel · De Weert · Devenyns · Devolder · Engels · Facci · Hovelijnck · Hulsmans · Keisse · Koenitski · Kvist · Maes · Malacarne · Pineau · Reda · Samojlaw · Seeldraeyers · Stauff · Tosatto · Van De Walle · Van Impe · Velo · Weylandt · Wynants · Robert (stagiair) · Van Keirsbulck (stagiair)
Bandiera · Boonen · Cappelle · Cataldo · Chavanel · Chicchi · Ciolek · De Weert · Devenyns · Engels · Keisse · de Maar · Maes · Malacarne · Pineau · Reda · Robert · Seeldraeyers · Stauff · Steegmans · Štybar · Terpstra · Tratnik · Vandewalle · Van Impe · Van Keirsbulck · Vermote · Trentin (stagiair)
Arashiro ·
Bernaudeau ·
Bouyer ·
Charteau ·
Chavanel ·
Chtioui ·
Claude ·
Cousin ·
Gaudin ·
Gautier ·
Gène ·
Haddou ·
Hurel ·
Jérôme ·
Kern ·
Malacarne ·
Pelucchi ·
Pichot ·
Quéméneur ·
Reza ·
Rolland ·
Thurau ·
Tulik ·
Turgot ·
Veilleux ·
Voeckler ·
Guillemois (stagiair) ·
Lecuisinier (stagiair) ·
Nauleau (stagiair) 
Arashiro ·
Berhane ·
Bernaudeau ·
Bouyer ·
Charteau ·
Chavanel ·
Coquard ·
Cousin ·
Gaudin ·
Gautier ·
Gène ·
Hurel ·
Jérôme ·
Kern ·
Lamoisson ·
Malacarne ·
Pichot ·
Quéméneur ·
Reza ·
Rolland ·
Thurau ·
Tulik ·
Turgot ·
Veilleux ·
Voeckler ·
Guillemois (stagiair) ·
Lecuisinier (stagiair) ·
Morice (stagiair) ·
Nauleau (stagiair) 
Arashiro · Berhane · Bernaudeau · Coquard · Cousin · Craven · Duchesne · Engoulvent · Gautier · Gène · Guillemois · Hurel · Jeandesboz · Jérôme · Kern · Lamoisson · Malacarne · Martinez · Méderel · Nauleau · Pichot · Quéméneur · Reza · Rolland · Sicard · Thurau · Tulik · Voeckler · Cardis (stagiair) · Cornu (stagiair) · Krainer (stagiair)
Agnoli · Aru · Ayazbajev · Boom · Božič · Cataldo · De Vreese · Dyaçenko · Fominykh · Fuglsang · Groezdev · Guardini · Hryvko · Kamışev · Kangert · Landa · Loetsenko · López · Malacarne · Nibali · Qojatajev · Rosa · Sánchez · Scarponi · Taaramäe · Tiralongo · Tlewbajev · Vanotti · Westra · Zejts
Agnoli · Aru · Ayazbajev · Boom · Capecchi · Cataldo · De Vreese · Fominykh · Fuglsang · Groezdev · Guardini · Hryvko · Kamışev · Kangert · Loetsenko · López · Malacarne · Nibali · Ömirzaqov · Qojatajev · Rosa · Sánchez · Scarponi · Smukulis · Tiralongo · Tlewbajev · Vanotti · Westra · Zacharov · Zejts · Bïjigitov (stagiair) · Koelimbetov (stagiair)
Ferreira · Ilias · Malacarne · Novák